# تابع انتگرال لگاریتم
در ریاضیات، تابع انتگرال لگاریتم یا انتگرال لگاریتم نام یکی از توابع ویژه است. با توجه به قضیه سیگل-والفیزز این تابع تقریب بسیار خوبی به عنوان تعداد اعداد اول کمتر مساوی با یک مقداد معین میزند که کاربرد بسیاری را در فیزیک و نظریه اعداد اول ایفا می کند.

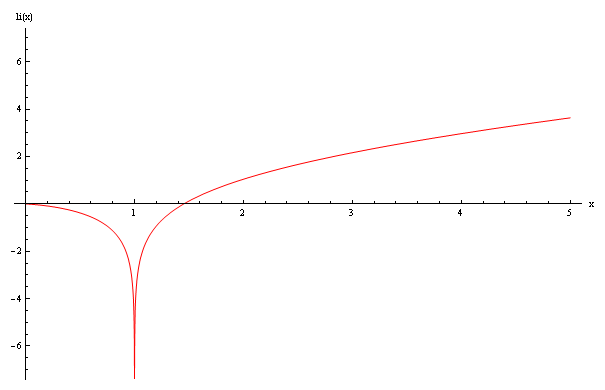
نمودار تابع انتگرال لگاریتم

## تعریف
تابع انتگرال لگاریتم را با نماد {\displaystyle {\rm {li}}(x)\;} نمایش می دهند و به صورت زیر تعریف می‌شود:
{\displaystyle {\rm {li}}(x)=\int _{0}^{x}{\frac {dt}{\ln t}}.\;}

## نمایش تابع به صورت سری
تابع انتگرال لگاریتم را می توان به صورت چندین سری مختلف نمایش داد. برای مثال:
{\displaystyle {\rm {li}}(x)=\gamma +\ln \ln x+{\sqrt {x}}\sum _{n=1}^{\infty }{\frac {(-1)^{n-1}(\ln x)^{n}}{n!\,2^{n-1}}}\sum _{k=0}^{\lfloor (n-1)/2\rfloor }{\frac {1}{2k+1}}.}
که در اینجا γ ثابت اویلر نام دارد و حدوداً برابر است با γ ≈ 0.57721 56649 01532

## هم ارزی های تابع
برای این تابع هم ارزی های مختلفی وجود دارد؛ از جمله:
{\displaystyle {\rm {li}}(x)=O\left({x \over \ln x}\right)\;}
{\displaystyle {\rm {li}}(x)\sim {\frac {x}{\ln x}}\sum _{k=0}^{\infty }{\frac {k!}{(\ln x)^{k}}}}
{\displaystyle {\frac {{\rm {li}}(x)}{x/\ln x}}\sim 1+{\frac {1}{\ln x}}+{\frac {2}{(\ln x)^{2}}}+{\frac {6}{(\ln x)^{3}}}+\cdots }

## تابع آفست انتگرال لگاریتم و کاربرد آن
تابع آفست انتگرال لگاریتم را با نماد
{\displaystyle {\rm {Li}}(x)}
نمایش می‌دهند و به صورت زیر تعریف می‌شود:
{\displaystyle {\rm {Li}}(x)=\int _{2}^{x}{\frac {dt}{\ln t}}\,={\rm {li}}(x)-{\rm {li}}(2)\,}
این تابع در ریاضیات گسسته و نظریه اعداد اول کاربرد قابل توجهی را دارا می‌باشد؛ مثلاً ثابت شده است که:
{\displaystyle \pi (x)\sim \operatorname {Li} (x)}
که در آن {\displaystyle \pi (x)} تابع شمارش اعداد اول است.